# Amphiglossus
Amphiglossus är ett släkte av ödlor. Amphiglossus ingår i familjen skinkar.
Arterna förekommer på Madagaskar och de liknar salamandrar i utseende. Den genomsnittliga kroppslängden utan svans varierar mellan 37 och 171 mm och vikten mellan 0,6 och 42 g. Angående levnadssättet finns stora variationer men ingen art klättrar i träd. Det finns släktmedlemmar som lever gömd i lövskiktet, dagaktiva arter med taggiga utskott och släktmedlemmar som ofta besöker vattenansamlingar. De flesta arter har förmåga att tappa svansen. Hos några arter lägger honor ägg och hos andra arter föder honor levande ungar (vivipari).

## Dottertaxa tillAmphiglossus, i alfabetisk ordning[1]
- Amphiglossus alluaudi
- Amphiglossus andranovahensis
- Amphiglossus ankodabensis
- Amphiglossus anosyensis
- Amphiglossus ardouini
- Amphiglossus astrolabi
- Amphiglossus crenni
- Amphiglossus decaryi
- Amphiglossus elongatus
- Amphiglossus frontoparietalis
- Amphiglossus gastrostictus
- Amphiglossus igneocaudatus
- Amphiglossus intermedius
- Amphiglossus johannae
- Amphiglossus macrocercus
- Amphiglossus macrolepis
- Amphiglossus mandady
- Amphiglossus mandokava
- Amphiglossus melanopleura
- Amphiglossus melanurus
- Amphiglossus minutus
- Amphiglossus mouroundavae
- Amphiglossus nanus
- Amphiglossus ornaticeps
- Amphiglossus poecilopus
- Amphiglossus polleni
- Amphiglossus praeornatus
- Amphiglossus punctatus
- Amphiglossus reticulatus
- Amphiglossus spilostichus
- Amphiglossus splendidus
- Amphiglossus stumpffi
- Amphiglossus stylus
- Amphiglossus tanysoma
- Amphiglossus tsaratananensis
- Amphiglossus valhallae